# Lovení jablek

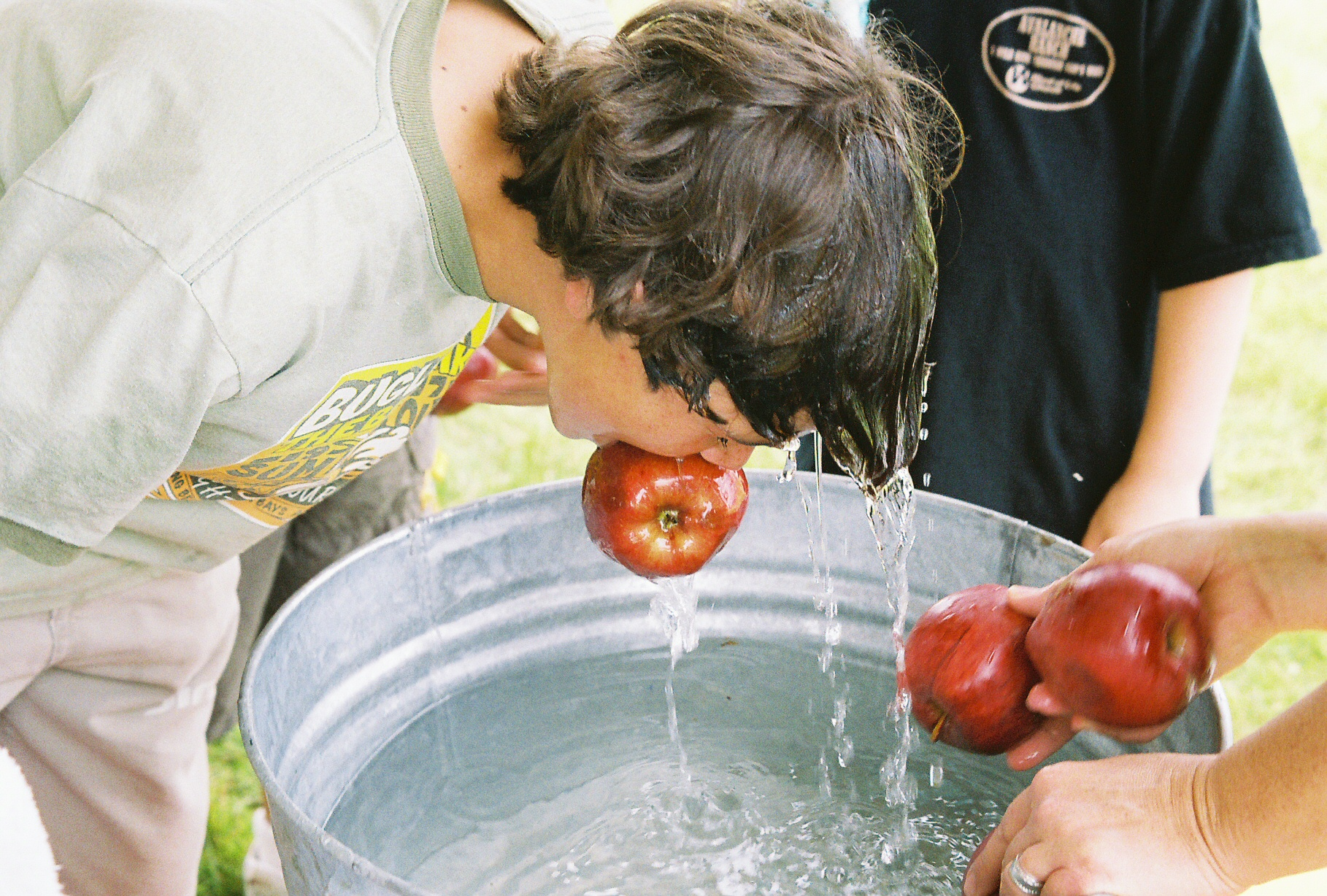
Lovení jablek

Lovení jablek, v angličtině apple bobbing nebo také bobbing for apples, patří mezi nejznámější halloweenské hry. Hraje se tak, že naplníme vanu nebo jinou velkou nádobu vodou a do vody nasypeme jablka. Protože mají jablka nižší hustotu než voda, budou plavat na hladině. Hráči (většinou děti) se pak snaží uchopit jablka zuby. Je zakázáno používat ruce a v některých variantách pravidel se dokonce ruce zavazují za záda, aby se předešlo podvádění.
Ve Skotsku se hra nazývá apple dooking (nebo také ducking). V severní Anglii se hře říká apple ducking nebo duck-apple.
V Irsku, zejména v hrabství Kerry, je hra známá pod názvem „Snap Apple“ a v kanadské provincii Newfoundland a Labrador je oslava „Snap Apple Night“ synonymem pro Halloween.

## Původ

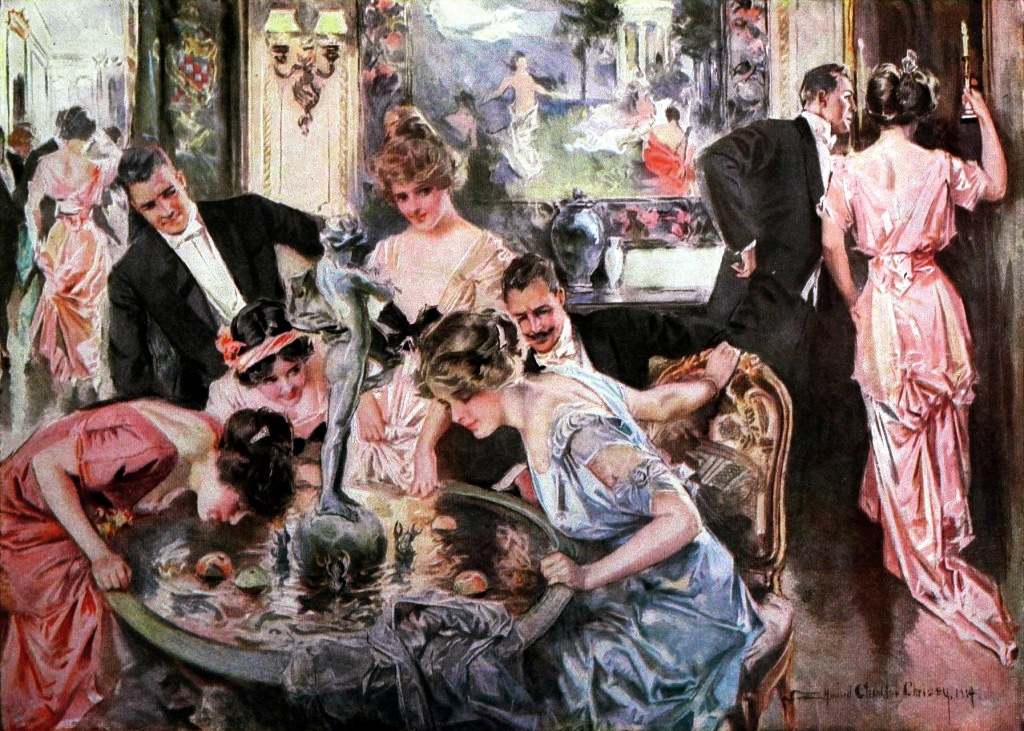
Halloween (Howard Chandler Christy), 1915

Tradice lovení jablek pochází již z období, kdy Římané vpadli do Británie. Tehdy spojila dobyvatelská armáda oslavy s místním keltským obyvatelstvem. Římané s sebou přinesli jabloň, symbol bohyně ovocných stromů, Pomony.
Při rozkrojení jablka vytvoří jádra tvar pentagramu a právě díky tomuto symbolu se v tomto období jablka začala používat k předpovídání manželství. Staří Keltové touto dobou zapalovali ohně a věšeli jablka na vždyzelené větve, aby si tak zajistili návrat slunečního božstva příští rok. Z těchto tradic vychází i hra lovení jablek. Během každoročních oslav se mladí svobodní lidé snaží zakousnout do jablka plujícího na hladině nebo visícího na provázku. První osoba, které se to podaří, bude první komu bude umožněno se vdát nebo oženit. Tento zvyk zmiňuje Charles Vallancey v Irsku 18. století ve své knize Collectanea de Rebus Hibernicis.
Dívka, která si ulovené jablko dala před spaním pod polštář, prý v noci snila o svém budoucím manželovi.

## Varianty
Variantou pravidel hry je lovení jablek, která neplují v kádi s vodou, ale jsou zavěšená na provázku. 

## V populární kultuře
V detektivním románu Agathy Christie Viděla jsem vraždu je dívka utopena v kádi s jablky.
V epizodě seriálu SpongeBob v kalhotách Halloween / Pozor na hlemýždě pan Krabs zvládne během hry chytit jablko, ale omylem ho spolkne a udusí se.